# 富岡 (江東區)

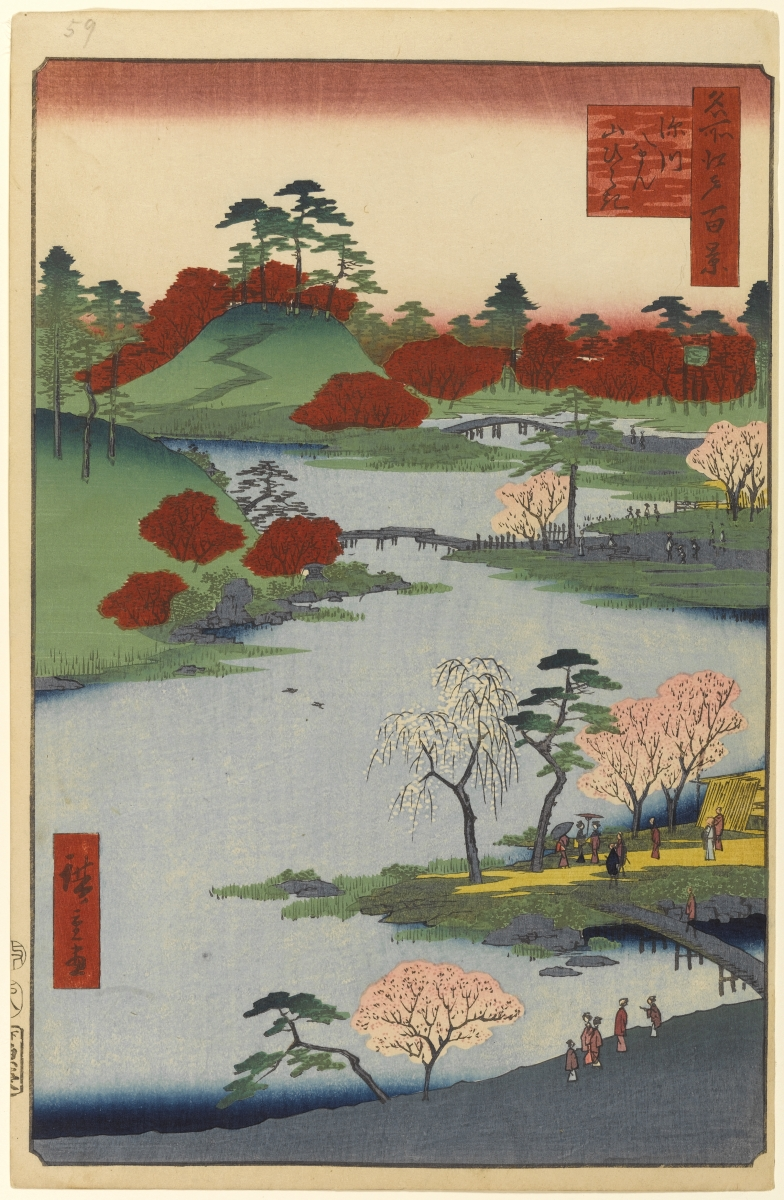
名所江戶百景「深川八幡山開」

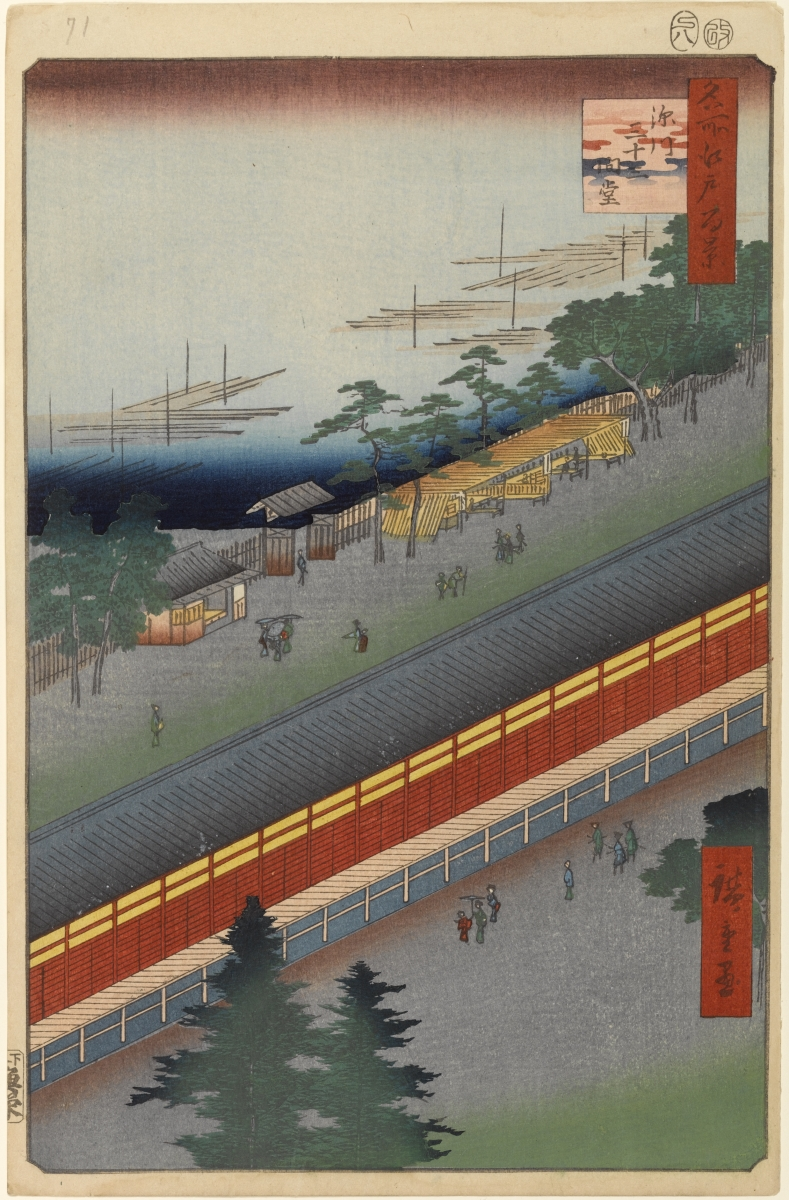
名所江戶百景「深川三十三間堂」

富岡（日语：／ Tomioka */?）是東京都江東區的町名。郵遞區號為135-0047。

## 地理
位於東京都江東區西部，屬深川地域。北鄰深川及冬木，東接木場，南連牡丹，西通門前仲町。富岡八幡宮位於本地。町域西邊為平久川，南邊為大橫川。北部有東西向首都高速道路通過。地區西起為富岡一丁目、二丁目。

## 歷史
昭和6年，原來的富岡門前町與數矢町等町合併成立。

### 地名由來
因（富岡八幡宮現在橫濱市富岡町）的分靈「深川富岡八幡宮」座落於此而得名。

## 交通

### 巴士
貫穿町內的永代通上有「富岡一丁目」、「不動尊前」巴士站。以下路線由東京都交通局運行。
- 都07系統：行經境川、往錦糸町站，往門前仲町
- 東20系統：行經東京都現代美術館前、往錦糸町站，往東京站丸之內北口
- 東22系統：行經千田、往錦糸町站，往東京站丸之內北口

### 道路、橋梁
道路
- 首都高速道路
  - 9號深川線
- 都道
  - 東京都道、千葉縣道10號東京浦安線（永代通）

橋梁
- 平久川
  - 汐見橋
- 大橫川
  - 巴橋
  - 東富

## 設施
行政
- 江東區役所富岡出張所（富岡一丁目）

教育
- 區立小學校
  - 江東區立數矢小學校

公園
- 深川公園

## 史蹟
- 富岡八幡宮
- 深川不動尊

## 備註
1. ↑  江東区の世帯と人口（住民基本台帳による） 区民部区民課 平成25年8月1日現在[永久]
2. ↑  .   [2013-07-28]. （原始内容存档于2013-07-19）.

## 外部連結
- 江東區官方網站（页面存档备份，存于）